# Sandra Utzinger
Sandra Utzinger (* 10. Oktober 1972 in Bülach) ist eine Schweizer Film- und Theaterschauspielerin.

## Leben
Nach dem Besuch der Bewegungstheaterschule comart in Zürich (1990 bis 1993) studierte sie Schauspiel an der Hochschule für Musik und Theater in Bern (1994 bis 1998).
Zunächst wirkte sie vor allem in Theaterproduktionen in Bern und Zürich mit und sammelte Filmerfahrung in kleineren Filmrollen. Im TV-Krimi Steinschlag des SF DRS spielte sie an der Seite von Matthias Gnädinger ihre erste Film-Hauptrolle und wurde dafür 2006 für den Schweizer Filmpreis in der Kategorie Bester Hauptdarsteller nominiert. 2013 spielte sie im Schweizer Tatort Schmutziger Donnerstag an der Seite der Kommissarin Delia Mayer.
Seit 2002 ist Sandra Utzinger Mitglied im Kern-Ensemble von kraut_produktion und ist seit 2013 im Schauspielerpool des Theater Marie in Aarau.
Sie hatte Engagements am Theater an der Sihl und in diversen freien Produktionen in Deutschland und der Schweiz, auch am Schauspielhaus Zürich.
Sandra Utzinger wohnt in Zürich und im Tessin.

## Theaterrollen
- 2015: Human Resources, Regie: Michel Schröder, Fabriktheater Zürich
- 2013: Woher die kleinen Kinder kommen, Regie: Michel Schröder, Fabriktheater Zürich
- 2013: Kino Marie, Regie: Olivier Keller, Theater Marie Aarau
- 2013 Harry Widmer (Alex Capus), Regie: Olivier Keller, Theater Marie Aarau
- 2012: Von der Kürze des Lebens, Regie: Michel Schröder, Fabriktheater Zürich
- 2009/2010: Die Chronisten – oder das Einfangen von Echtzeit – Episoden 1-4, Regie: Michel Schröder, Gessnerallee Zürich
- 2011: Babylon, Regie: Michel Schröder, Fabriktheater Zürich
- 2008/2009: Schlachtplatten – Episoden 1-8, Regie: Michel Schröder, Gessnerallee Zürich
- 2008: Der Amphibienmensch, Regie: Michel Schröder, Gessnerallee Zürich
- 2007: Ludwig.Hohl.Vorläufig.Endgültige.Fassung, Regie: Michel Schröder, Fabriktheater Zürich
- 2006: Une Saison en Enfer, Regie: Michel Schröder, Gessnerallee Zürich
- 2006: Back to the roots, Regie: Michel Schröder, Fabriktheater Zürich
- 2005: Quixote, oder der Versuch erfolgreich zu scheitern, Regie: Michel Schröder, Gessnerallee Zürich
- 2004: A Clockwork Orange, Regie: Michel Schröder, Fabriktheater Zürich
- 2003: Der gute Mensch von Sezuan, Regie: Meret Matter, Schauspielhaus Zürich
- 2002: Playback Inzest, aber das ist ein Irrtum, den ich mit sehr vielen teile, Regie: Michel Schröder
- 2002: Das Leck im Schiffbau, Regie: Christina Rast und Michel Schröder, Schauspielhaus Zürich
- 2002: Klingt meine Linde, Regie: Tina Seeland, Kampnagel Hamburg

## Filmografie
- 1996: Katzendiebe
- 1999: Eden, Regie: Samuel Schwarz, Riccardo Signorell
- 2000: Alice, Regie: Anna-Lydia Florin
- 2000: Paranoia Express, Regie: Simone Eisenring und Milo Rau
- 2001: Aufhellungen im Laufe des Tages, Regie: Anna-Lydia Florin
- 2005: Steinschlag, Regie: Judith Kennel
- 2006: Schönes Wochenende, Regie: Petra Volpe
- 2008: Jimmie Regie: Daniel Imboden
- 2008: Winterstille, Regie: Sonja Wyss
- 2010: Verstrickt und zugenäht, Regie: Walter Weber
- 2013: Die Schweizer (Fernsehvierteiler, 1 Folge)
- 2013: Tatort: Schmutziger Donnerstag
- 2015: Verdacht
- 2016: Finsteres Glück, Regie: Stefan Haupt
- 2017: Die göttliche Ordnung, Regie: Petra Volpe
- 2023: Early Birds, Regie: Michael Steiner